# 이글캐드
이글캐드(EAGLE Cad)는 독일 캐드소프트컴퓨터 주식회사(The German CadSoft Computer GmbH)에서 개발한 PCB설계 소프트웨어이다.

## 초기버전
캐드소프트社는 1988년 루돌프 호퍼와 클라우스-피터 슈마이더에 의해 설립되어 EAGLE, 도스용 16비트 PCB 설계 애플리케이션을 개발하였다. 원래 소프트웨어는 부분 라이브러리만 있는 레이아웃 편집기로 구성되었다. 자동 라우터 모듈은 나중에 선택적 구성 요소로 사용할 수 있게 되었다. EAGLE 2.0으로 1991년에 도식 편집기가 추가되었다.[7] 소프트웨어는 BGI 비디오 드라이버와 XPLOT를 사용하여 인쇄하였다. 1992년 버전 2.6에서는 레이어의 정의를 변경하였으나, 이전 버전에서 작성된 설계(최대 2.05)는 제공된 UPDATE26을 사용하여 새로운 형식으로 변환할 수 있었다.

## 프리미어파넬과 오토데스크사
2009년 9월 24일, 프리미어 파넬(Premier Farnell)은 캐드소프트 컴퓨터주식회사(CadSoft Computer GmbH)의 인수를 발표했다.
2016년 6월 27일 오토데스크社는 프리미어 파넬로부터 캐드소프트 컴퓨터(CadSoft Computer) 인수를 발표하였고, 프리미어 파넬은 오토데스크를 위한 캐드소프트(CadSoft) 제품을 계속 배포하였다. 오토데스크는 2017년 버전 8.0.0을 시작으로 라이선스를 구독 전용 모델로 변경했다. 64비트 버전만 사용할 수 있다. EAGLE 8.0.0 이상에서 사용하는 파일 형식은 이전 EAGLE 버전과 역호환되지 않는다.

## 무료버전
오토데스크사는 이글캐드의 비상업적이고 개인용으로 무료버전을 리눅스, 맥OS, MS윈도우 버전별로 제공하고있다.

## 같이 보기
- gEDA